# Alyson Dudek
Alyson Dudek (* 30. Juli 1990 in Hales Corners) ist eine ehemalige US-amerikanische Shorttrackerin.
Sie begann im Alter von sieben Jahren mit dem Eislaufen. Seit dem Jahr 2003 gehörte sie im Shorttrack zum Nationalkader, im Jahr 2004 gehörte sie außerdem zur Nationalmannschaft im Eisschnelllaufen, spezialisierte sich später jedoch auf Shorttrack. In der Saison 2008/09 debütierte sie im Weltcup. In der gleichen Saison erreichte sie bei der Weltmeisterschaft in Wien mit der Staffel Rang vier und gewann zudem bei der Teamweltmeisterschaft in Heerenveen Bronze, obwohl sie dort nur im Vorkampf zum Einsatz kam. Bei der Junioren-Weltmeisterschaft in Sherbrooke wurde sie Zehnte im Mehrkampf. In der folgenden Weltcup-Saison 2009/10 erreichte sie mit der Staffel ihren ersten Podestplatz. Sie qualifizierte sich als nationale Meisterin über 500 m für die Olympischen Spiele 2010 in Vancouver. Über 500 m wurde sie 13., mit der Staffel gewann sie die Bronzemedaille. Auch bei der Weltmeisterschaft in Sofia konnte sie mit der Staffel Bronze erringen. Dudek gewann bei der Teamweltmeisterschaft 2011 in Warschau erneut die Bronzemedaille. In der Saison 2011/12 erreichte Dudek im Weltcup über 1000 m ihren ersten Podestplatz auf einer Einzelstrecke, zudem wurde sie mit der Staffel dreimal Zweite. Bei der Weltmeisterschaft in Shanghai erreichte sie als bestes Resultat über 1500 m das Halbfinale.
Dudek hat an der Divine Savior Holy Angels High School in Milwaukee studiert, das Ende des Studiums absolvierte sie per Fernstudium. Sie trainierte die meiste Zeit in Salt Lake City.